# Gerachsattel

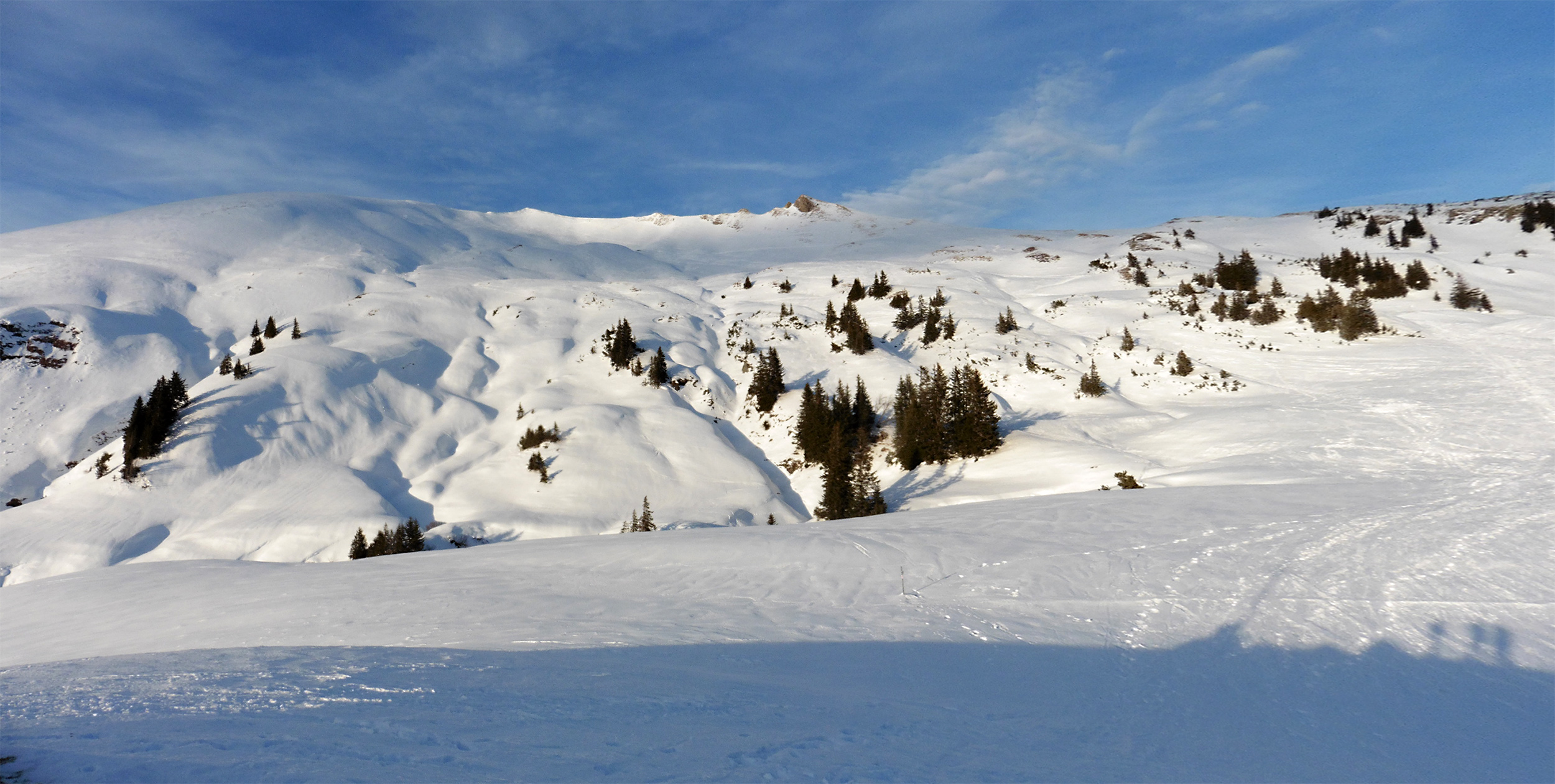
Gerachsattel im Winter

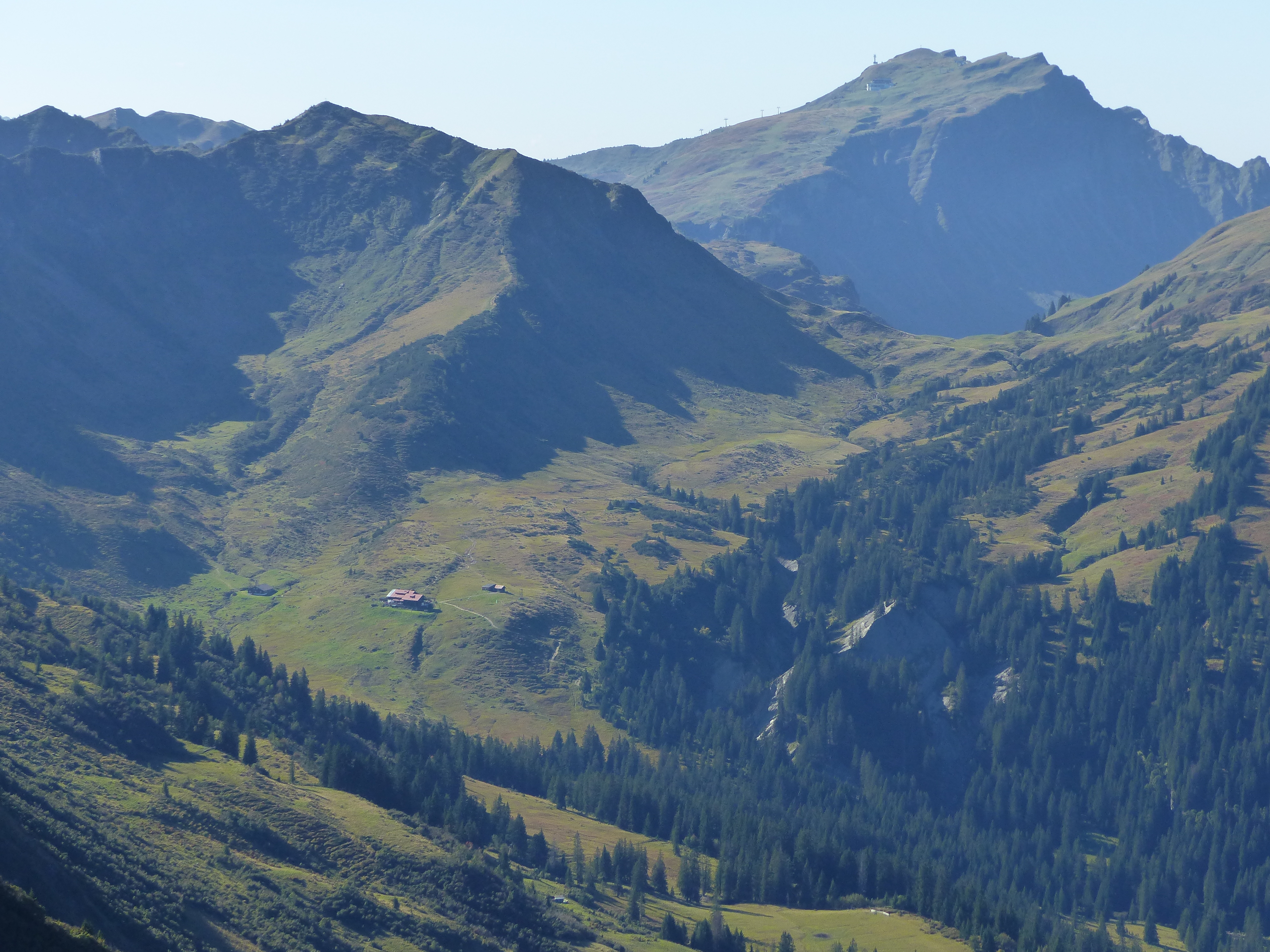
Schwarzwassertal und Gerachsattel, im Hintergrund der Diedamskopf

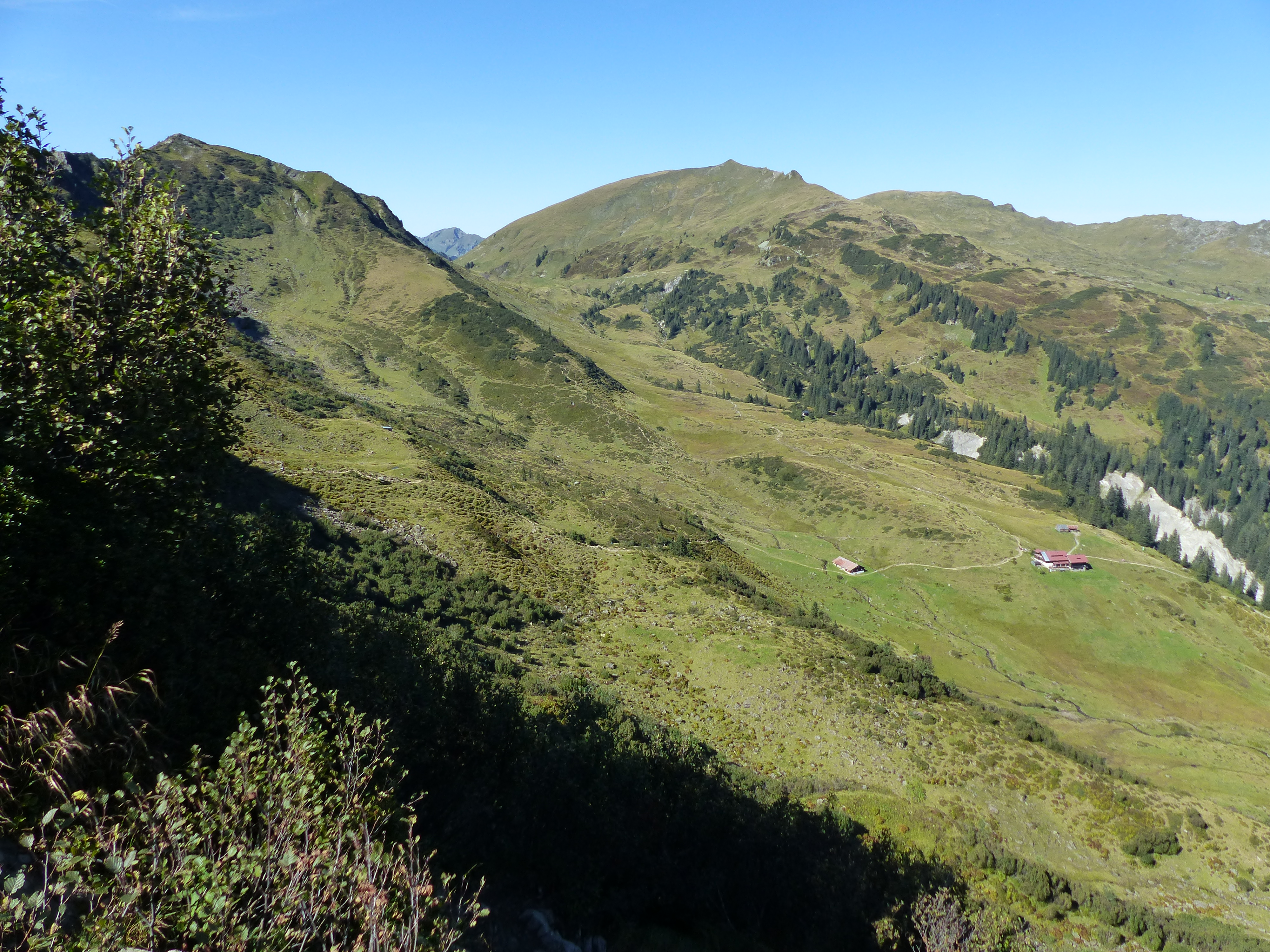
Steinmandl, Gerachsattel, Hählekopf, vorne rechts die Schwarzwasserhütte

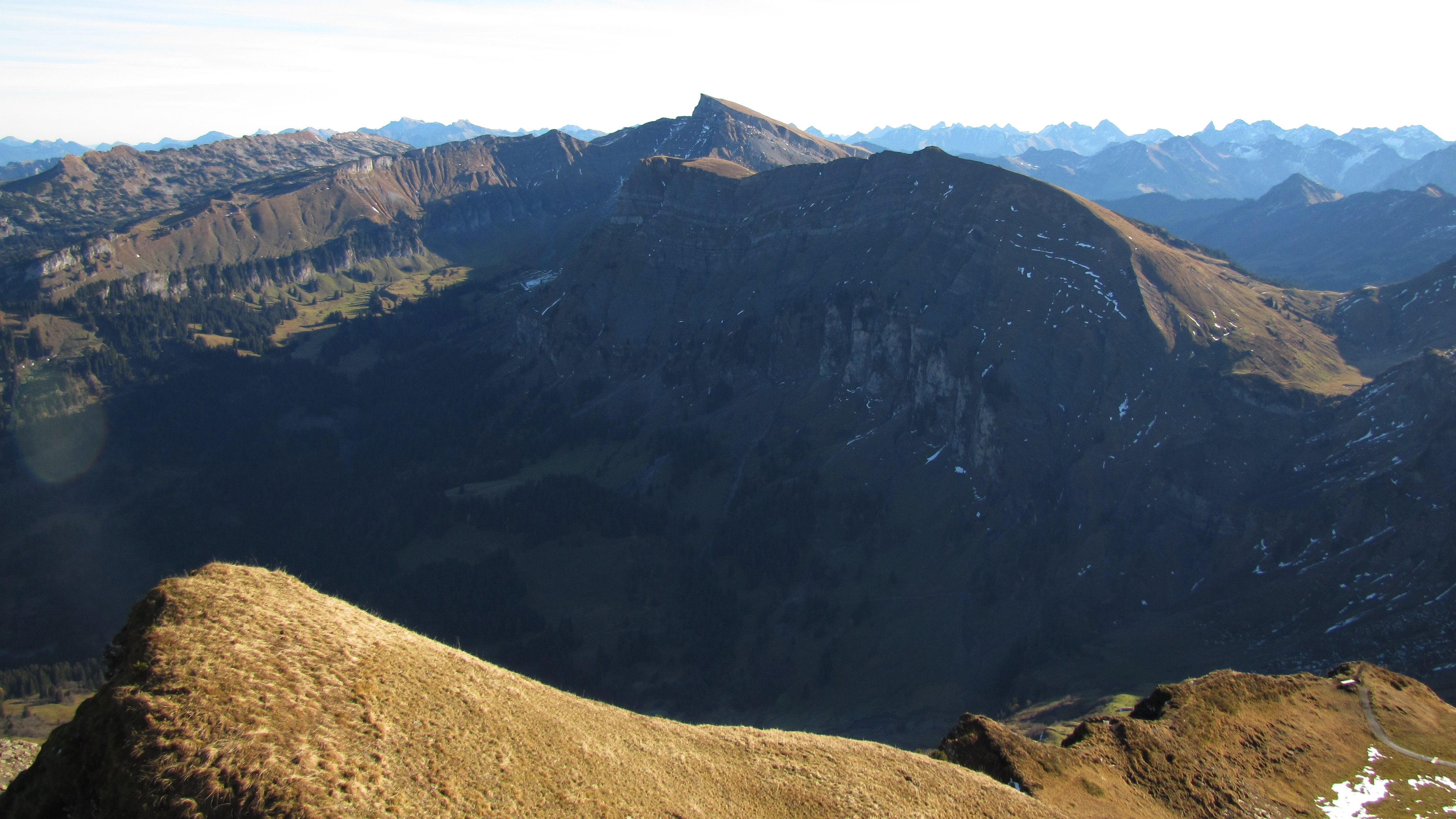
Hoher Ifen, Hählekopf und links der Gerachsattel

Der Gerachsattel ist ein Bergsattel im österreichischen Bundesland Vorarlberg. Er ist mit 1752 m Höhe der niedrigste Übergang vom Kleinwalsertal in den Rest von Vorarlberg. Es gibt allerdings keine Straße und keinen Güterweg.

## Lage

### Geographisch
Der Gerachsattel liegt zwischen den Bergen Hählekopf (2058 m) im Norden und dem Steinmandl (1982 m) im Süden. Beide Berge gehören zu den Nordwestlichen Walsertaler Bergen, einer Untergruppe der Allgäuer Alpen.
Der Gerachsattel verbindet das hinterste Subersachtal mit dem hintersten Schwarzwassertal, beide sind nicht dauerhaft bewohnt. Das Subersachtal ist ein Seitental des Bregenzerwaldes, das Schwarzwassertal ein Seitental des Kleinwalsertals.
Der Gerachsattel liegt auf einer Europäischen Hauptwasserscheide. Westlich sammelt sich das Wasser in der Subersach. Der Abfluss verläuft über die Bregenzer Ach, den Bodensee und den Rhein in die Nordsee. Östlich fließt das Wasser über den Grappagraben, den Schwarzwasserbach, die Breitach, die Iller und die Donau ins Schwarze Meer.

### Politisch
Politisch gehört der Gerachsattel zum Gemeindegebiet von Bezau, obwohl der Ortskern weit entfernt ist und andere Orte wesentlich näher liegen. Das Gemeindegebiet erstreckt sich vom Ortskern an der Bregenzer Ach zuerst in einem schmalen Streifen im Grebentobel zwischen Winterstaudenkamm und Hinteregger Grat nach Osten bis zum Schreiberesattel. Danach verläuft das Gemeindegebiet ebenfalls in einem schmalen Streifen über das Vorsäß Schönenbach und das hintere Subersachtal nach Südosten, sogar ein kleiner Teil des Kleinwalsertals gehört noch dazu. Dies hat historische Gründe im Zusammenhang mit der Alpwirtschaft.

## Erschließung
Im Subersachtal führt ein Güterweg bis zur Miesbodenalpe und weiter bis zur Fellefluh, einer hohen Kalkfelsenwand. Hier endet die befahrbare Straße. Über diese Wand stürzt die Subersach mit einem Wasserfall ab. Der Gerachsteig führt zur Halden Hochalpe. Oberhalb der Felswand ist eine moorige Hochtallandschaft, es gibt hier keine Straßen mehr.
Auf der Ostseite im hinteren Schwarzwassertal geht eine öffentliche Straße bis zur Auenalpe und der Talstation der Gondelbahn Ifen I. Ein Alpweg führt bis zur Alpe Melköde. Von dort führt eine Materialseilbahn zur Schwarzwasserhütte. Das Alpgebäude der Schwarzwasseralpe ist in der Nähe. Touristen müssen ab der Auenalpe gehen und brauchen laut Wegweiser zwei Stunden bis zur Schwarzwasserhütte und dann noch eine Dreiviertelstunde bis zum Gerachsattel.
Von der Bergstation Diedamsbahn am Diedamskopf erreicht man der Gerachsattel von Westen her in gut 90 Minuten.
Entlang der Subersach braucht man vom Vorsäß Schönenbach etwa 3 Stunden.

## Wirtschaftliche Bedeutung

### Alpwirtschaft
Alpwirtschaft gibt es hier seit mehr als 500 Jahren. Direkt am Sattel befindet sich die Halden Hochalpe. Nordwestlich liegen die Miesbodenalpe sowie die Untere und die Obere Fellealpe. Nordöstlich liegt die Ifensguntenalpe. Im Osten liegt die Schwarzwasseralpe.

### Forstwirtschaft
Vorherrschend in der Umgebung sind Tannen-Fichtenwälder. Der Sattel selbst ist nicht bewaldet. Nordwestlich sind etwa 300 ha Waldflächen nicht mit Forststraßen erschlossen.

### Tourismus
Das Gebiet ist ein sehr beliebtes Wandergebiet, im Winter sind Schitouren und Schneeschuhwanderungen möglich.

## Naturschutz

### Schutzgebiete
Der Sattel und die gesamte Umgebung liegen im Europaschutzgebiet Ifen und im Pflanzenschutzgebiet Hochifen und Gottesackerwände.

### Biotope
Westlich des Sattels liegt das Biotop Moos auf Halder Hochalpe. Die Moorfläche liegt im Hochtalboden mit Torfschichten, bevor die Subersach als Wasserfall über die Kalkmauern der Tellifluh abfällt. Nach dem österreichischen Moorschutzkatalog ist das Moor von regionaler Bedeutung. Östlich des Gerachsattels im Einzugsgebiet des Grabbaches hat sich ein kleines Hochmoor in Sattellage entwickelt. Hier gibt es mehrere vom Aussterben bedrohte Pflanzenarten.

### Weißzonen
Die Weißzone Halden–Ifen–Hochrubach liegt westlich des Gerachsattels, das Gebiet am Gerachsattel ist dabei eine von drei Kernzonen. Diese Kernzone ist umgrenzt vom Hählekopf entlang der Kammlinie bis zum Gerachsattel, weiter zum Steinmandl, Kreuzmandl, Neuhornbachjoch, Falzer Kopf, Kreuzle und dann entlang der Tellifluh zurück zum Hählekopf. Es umfasst das moorige Hochtal Quellgebiet der Subersach.

### Wildruhezonen
Nordwestlich des Sattels liegt die Wildruhezone und das Sperrgebiet EJ Halden, gesperrt von Mai bis Dezember. Östlich liegt die ganzjährige Wildruhezone Hoher Ifen b.